# Ippei Watanabe (voetballer)
Ippei Watanabe (Aichi, 28 september 1969) is een voormalig Japans voetballer.

## Carrière
Ippei Watanabe speelde tussen 1992 en 2000 voor Yokohama Flügels, Júbilo Iwata, Vissel Kobe, Mito HollyHock en Yokohama FC.